# Point Baker (Alaska)
Point Baker es un lugar designado por el censo ubicado en el Área censal de Príncipe de Gales–Hyder en el estado estadounidense de Alaska. En el Censo de 2010 tenía una población de 15 habitantes y una densidad poblacional de 6,59 personas por km².

## Geografía
Point Baker se encuentra en las coordenadas 56°20′53″N 133°37′1″O / 56.34806, -133.61694. Según la Oficina del Censo de los Estados Unidos, Point Baker tiene una superficie total de 2.28 km², de la cual 2.28 km² corresponden a tierra firme y (0%) 0 km² es agua.

## Demografía
Según el censo de 2010, había 15 personas residiendo en Point Baker. La densidad de población era de 6,59 hab./km². De los 15 habitantes, Point Baker estaba compuesto por el 73.33% blancos, el 0% eran afroamericanos, el 0% eran amerindios, el 0% eran asiáticos, el 0% eran isleños del Pacífico, el 0% eran de otras razas y el 26.67% pertenecían a dos o más razas. Del total de la población el 6.67% eran hispanos o latinos de cualquier raza.